# Patricia und der Löwe (Film)
Patricia und der Löwe ist ein amerikanisch-britischer Abenteuerfilm aus dem Jahr 1962 nach dem gleichnamigen Roman des französischen Schriftstellers Joseph Kessel.

## Handlung
Christine, Mitarbeiterin eines Wildtiere-Reservats in Kenia, hat ohne Wissen ihres jetzigen Gatten – dem Reservats-Aufseher John Bullit – ihren Ex-Ehemann Robert Hayward, ein amerikanischer Anwalt, kommen lassen, weil sie sich um die gemeinsame Tochter Patricia (in der Original-Version heißt sie Tina) Sorgen macht. Die 11-Jährige sieht nicht nur jungenhaft aus; sie fühlt sich auch zum in der Nachbarschaft lebenden Stamm der Eingeborenen hingezogen und unterhält eine besonders enge Beziehung zu dem Löwen King, den sie seit dessen ersten Lebensmonaten aufgezogen hat und der mit ihr auch noch im ausgewachsenen Zustand völlig gefahrlos spielt. Die Ankunft ihres leiblichen Vaters sieht das recht altklug wirkende Mädchen skeptisch, und auch Bullit schäumt nicht gerade vor Freude über. Dennoch arrangieren sich die drei Erwachsenen zunächst, und eines Tages nimmt Tina den Amerikaner mit zu King, macht ihn auf bemerkenswerte Weise mit dessen Zahmheit bei gleichzeitigen Raubtierinstinkten gegen Fremde vertraut.
Erste Spannungen kommen auf, als Christine die Avancen Roberts zwar zögerlich, dann aber doch mit einem Kuss erwidert. Darüber informiert, zeigt sich Bullit ungehalten; bei einer Safari mit dem Jeep durch Nashorn- und Elefantenherden lenkt er das Gefährt so, dass es der auf der Ladefläche sitzende Gast aus Übersee gehörig mit der Angst zu tun bekommt. Ein schlimmer Unfall wird eher zufällig vermieden. Aber auch bei den Ureinwohnern steigern sich die Probleme: Der alte Häuptling wurde von einem Löwen gebissen und scheint dem Tode geweiht. Gemäß den Bräuchen des Stammes wird er deshalb in ein entlegenes Waldstück gebracht und zum Sterben liegengelassen. Zufällig entdecken Patricia und Hayward den Alten, und trotz des Flehens der Tochter sowie weiterer Einwände Bullits kann der Anwalt diese grausame Zeremonie – die Geier kreisen bereits über dem noch atmenden Häuptling – nicht ertragen, nimmt den Alten zur Behandlung in das Reservats-Camp mit. Der Aufforderung Bullits an Hayward, sofort die Heimreise anzutreten, kommt dieser nicht nach.
Der Häuptling kommt wieder zu Kräften und taucht überraschend bei einem Fest auf, das seinen Sohn Oriunga auf den Antritt der Nachfolge vorbereitet. Oriunga steckt noch in einem weiteren Dilemma, denn er ist willens, Patricia später einmal zu seiner Gemahlin zu machen. Als ihn sein Senior mahnt, dass er nur Häuptling werden könne, wenn er einen Löwen eigenhändig getötet hat, erwählt er deshalb sofort King zu seinem Jagdopfer. Die vier Weißen, die – weil zum Fest eingeladen – Augenzeugen dieser Entwicklung waren, machen sich umgehend an die Verfolgung, und Patricia, die schneller als Oriunga am ihr bestens bekannten Aufenthaltsort des Raubtieres eintrifft, fordert King zur Tötung des jungen Kriegers auf. Ein wilder Kampf Mensch gegen Tier beginnt, und als Hayward seine hysterisch gewordene Tochter aus der Gefahrenzone holen will, bekommt er einen Hieb von der mächtigen Pranke des Löwen, welcher – nachdem er Oriunga getötet hat – zum Entsetzen des Mädchens von Bullit erschossen wird. Diese Tat führt zu einer Abkehr Patricias von Bullit und letztlich zur Akzeptanz Haywards als richtiger Vater. Bullitt muss einsehen, dass sich die Liebesverhältnisse endgültig zu seinen Ungunsten entschieden haben, und teilt der Zentrale in Nairobi mit, dass er seinen Posten als oberster Reservats-Aufseher quittiert; er will wieder seinem eigentlichen Metier frönen – der Jagd. Immerhin macht er Patricia, die nun mit Hayward und Christine nach Connecticut fliegt, noch zwei Tiere zum Abschiedsgeschenk, allerdings in kluger Auswertung des Geschehenen kein Löwenbaby.

## Kritik
Das Lexikon des internationalen Films bezeichnete den Film als „Abenteuerfilm mit fesselnden Tierszenen“.
Die Filmzeitschrift Cinema urteilte: „Tolle Bilder, aber unrealistisch.“

## Hintergrund
Die Produktion der 20th Century Fox wurde am 19. August 1962 in Großbritannien uraufgeführt. In Deutschland erschien er erstmals am 12. Oktober desselben Jahres in den Kinos. In den USA startete er hingegen erst am 21. Dezember in New York.
Der Film unterscheidet sich in einigen wichtigen Punkten von der Romanvorlage. So heißt die Tochter im Roman Patricia (so auch in der deutschen Fassung), die Mutter Sybil. John Bullitt ist im Roman der reale Vater, während der Erzähler keine Familienbindung mit dem Mädchen und der Mutter hat. Aus dramaturgischen Gründen wurde für den Film die Figur des Robert Hayward eingeführt. Im Roman verlässt das Mädchen die Mutter mit dem Erzähler.